# Ryszard Chudecki
Ryszard Chudecki (ur. 18 stycznia 1947 w Gródku) – polski lekkoatleta, maratończyk, reprezentant Polski, medalista mistrzostw Polski.

## Kariera sportowa
Był zawodnikiem ŁKS Łódź i Hutnika Kraków.
Reprezentował Polskę na Europejskich Igrzyskach Juniorów w 1966, gdzie zajął 11. miejsce w biegu na 1500 m z przeszkodami, z czasem 4:23,6 oraz mistrzostwach Europy w 1974, gdzie zajął 21. miejsce w maratonie, z czasem 2:34:15. W 1976 zajął 17. miejsce w maratonie nowojorskim, z czasem 2:24:13.
Na mistrzostwach Polski seniorów wywalczył osiem medali, w tym sześć srebrnych (w maratonie w 1974, w biegu na 20 km w 1975, 1977 i 1978, w biegu na 25 km w 1979, w biegu przełajowym na 12 km w 1977) i dwa brązowe (w maratonie w 1975 i 1976). W 1973 zdobył brązowy medal halowych mistrzostw Polski seniorów w biegu na 3000 m.
Jego rodzonym bratem (pomimo różnych nazwisk) jest lekkoatleta Jan Cych.
Rekordy życiowe:
- 3000 m: 8:10,2 (22.07.1972)
- 5000 m: 14:05,8 (25.01.1971)
- 10000 m: 29:50,6 (27.06.1975)
- maraton: 2:16:23 (16.05.1976)
- 3000 m z przeszkodami: 8:33,4 (18.08.1972)